# Grb Tajlanda
Grb Tajlanda predstavlja garuda, velika mitska ptica iz hinduističke i budističke mitologije. Garuda se također nalazi i na grbu Indonezije.
- Povijesni Tajlandski (Sijamski) grb (po Ströhlu, 1899.)

## Također pogledajte
- Zastava Tajlanda